# آيت ابراهيم أو يشو (إيمتشيمن)
آيت إبراهيم أو يشو هو دُوَّار يقع بجماعة تونفيت، إقليم ميدلت، جهة درعة تافيلالت في المملكة المغربية. ينتمي الدوّار لمشيخة إيمتشيمن التي تضم 6 دواوير. يقدر عدد سكانه بـ 536 نسمة حسب الإحصاء الرسمي للسكان والسكنى لسنة 2004.

## وصلات خارجية
- البوابة الوطنية للجماعات الترابية
- المندوبية السامية للتخطيط